# نن گلدین
نَن گُلدین (انگلیسی: Nan Goldin؛ زادهٔ ۱۲ سپتامبر ۱۹۵۳) عکاس اهل ایالات متحده آمریکا است. او در نیویورک، برلین و پاریس زندگی و فعالیت کرده و بیشتر به‌خاطر عکس‌های بی‌پروایش با موضوعات دگرباشان و چهره‌های مشهور شناخته می‌شود. کارهای او اغلب در قالب اسلایدشو عرضه شده و گاه در جشنواره‌های سینمایی نمایش داده شده‌اند. از آثار مشهورش تصنیف وابستگی جنسی (The Ballad of Sexual Dependency) را می‌توان نام برد.